# Keira Walsh
Keira Fae Walsh (Rochdale, Inglaterra; 8 de abril de 1997) es una futbolista inglesa que juega como centrocampista en el Chelsea F. C. de la Women's Super League

## Trayectoria
En julio de 2014, Walsh hizo su debut profesional con el Manchester City como suplente en la victoria por 1-0 sobre el Notts County. Jugó un papel importante en el equipo ganador de la Copa Continental de 2014 y se convirtió en una habitual titular del equipo hacia el final de la temporada. En junio de 2015, firmó su primer contrato profesional con el club. El 9 de noviembre de 2016, Walsh anotó su primer gol en la victoria por 1-0 contra el Brøndby IF en la eliminatoria de los octavos de final de la Liga de Campeones. Dos días después, extendió su contrato con el City. Walsh anunció su llegada al F.C. Barcelona en septiembre de 2022, tras dos temporadas y média, el 29 de enero de 2025, fue anunciado su regreso a Inglaterra, para jugar esta vez en el Chelsea FC.

## Selección

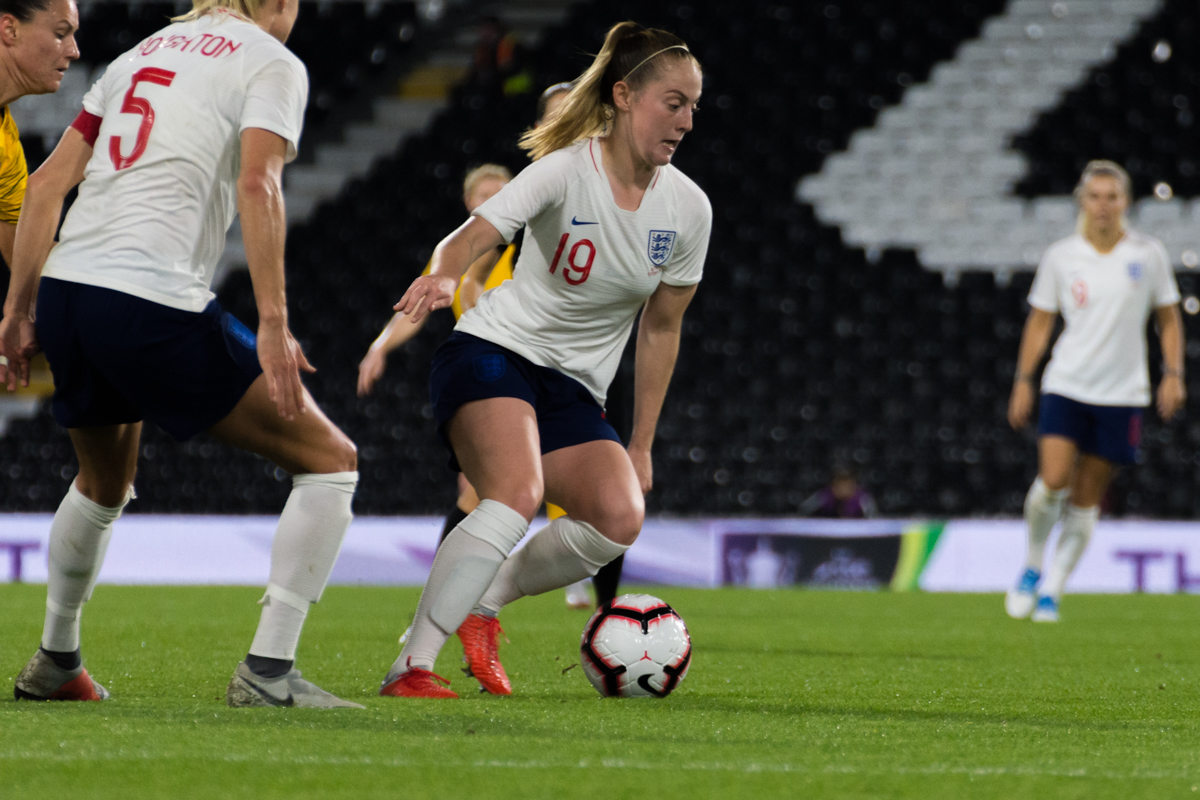
Walsh jugando en la selección de Inglaterra en 2018.

En noviembre de 2009, Walsh, de 12 años, recibió su primera convocatoria a la escuadra inglesa sub-15. En noviembre de 2013, fue convocada para el Campeonato Femenino Sub-17 de la UEFA, donde ayudó a Inglaterra a pasar a los octavos de final y conseguir el cuarto lugar.
En noviembre de 2017, Walsh fue convocada para la selección absoluta de Inglaterra.
En 2019, Walsh formó parte del equipo inglés que ganó la Copa SheBelieves en Estados Unidos. Más tarde ese año, Walsh fue seleccionada como parte del equipo para disputar la Copa del Mundo de 2019.
En 2022, ganó la Eurocopa Femenina con Inglaterra, con su propio país como sede del campeonato.

## Estadísticas

### Clubes
Actualizado al último partido disputado el 26 de enero de 2025.
| Club                                | Temporada     | Div           | Liga  | Liga  | Liga   | Copa  | Copa  | Copa   | Internacional | Internacional | Internacional | Otros | Otros | Otros  | Total | Total | Total  | Media goleadora |
| Club                                | Temporada     | Div           | Part. | Goles | Asist. | Part. | Goles | Asist. | Part.         | Goles         | Asist.        | Part. | Goles | Asist. | Part. | Goles | Asist. | Media goleadora |
| ----------------------------------- | ------------- | ------------- | ----- | ----- | ------ | ----- | ----- | ------ | ------------- | ------------- | ------------- | ----- | ----- | ------ | ----- | ----- | ------ | --------------- |
| Manchester City W. F. C. Inglaterra | 2014          | 1.ª           | 7     | -     | -      | 1     | -     | -      | -             | -             | -             | -     | -     | -      | 8     | 0     | 0      | 0               |
| Manchester City W. F. C. Inglaterra | 2015          | 1.ª           | 6     | -     | -      | 5     | -     | -      | -             | -             | -             | -     | -     | -      | 11    | 0     | 0      | 0               |
| Manchester City W. F. C. Inglaterra | 2016          | 1.ª           | 8     | -     | -      | 4     | -     | -      | 4             | 1             | -             | -     | -     | -      | 16    | 1     | 0      | 0.06            |
| Manchester City W. F. C. Inglaterra | 2017          | 1.ª           | 8     | -     | 1      | 4     | -     | -      | 4             | -             | -             | -     | -     | -      | 16    | 0     | 1      | 0               |
| Manchester City W. F. C. Inglaterra | 2017-18       | 1.ª           | 18    | -     | -      | 10    | -     | -      | 8             | -             | -             | -     | -     | -      | 36    | 0     | 0      | 0               |
| Manchester City W. F. C. Inglaterra | 2018-19       | 1.ª           | 19    | 1     | 5      | 12    | 1     | -      | 2             | -             | -             | -     | -     | -      | 33    | 2     | 5      | 0.06            |
| Manchester City W. F. C. Inglaterra | 2019-20       | 1.ª           | 14    | 2     | 5      | 10    | 0     | -      | 4             | -             | -             | -     | -     | -      | 28    | 2     | 5      | 0.07            |
| Manchester City W. F. C. Inglaterra | 2020-21       | 1.ª           | 20    | 2     | 2      | 7     | -     | -      | 5             | -             | -             | 1     | -     | -      | 33    | 2     | 2      | 0.06            |
| Manchester City W. F. C. Inglaterra | 2021-22       | 1.ª           | 18    | 1     | 3      | 10    | -     | -      | -             | -             | -             | -     | -     | -      | 28    | 1     | 3      | 0.04            |
| Manchester City W. F. C. Inglaterra | 2022-23       | 1.ª           | -     | -     | -      | -     | -     | -      | 2             | -             | -             | -     | -     | -      | 2     | 0     | 0      | 0               |
| Manchester City W. F. C. Inglaterra | Total club    | Total club    | 118   | 6     | 16     | 63    | 1     |        | 29            | 1             |               | 1     | 0     | 0      | 211   | 8     |        | 0.04            |
| F. C. Barcelona · España            | 2022-23       | 1.ª           | 26    | 1     | -      | 1     | -     | -      | 9             | -             | 2             | 2     | -     | -      | 38    | 1     | 2      | 0.03            |
| F. C. Barcelona · España            | 2023-24       | 1.ª           | 23    | 1     | 5      | 3     | -     | 1      | 11            | 1             | -             | 2     | -     | -      | 39    | 2     | 6      | 0.05            |
| F. C. Barcelona · España            | 2024-25       | 1.ª           | 15    | 2     | 2      | 1     | -     | -      | 5             | 1             | -             | 2     | -     | -      | 23    | 3     | 2      | 0.13            |
| F. C. Barcelona · España            | Total club    | Total club    | 64    | 4     | 7      | 5     | 0     | 1      | 25            | 2             | 2             | 6     | 0     | 0      | 100   | 6     | 10     | 0.06            |
| Total carrera                       | Total carrera | Total carrera | 191   | 13    | 23     | 64    | 1     |        | 54            | 3             |               | 7     | 0     | 0      | 322   | 17    |        | 0.05            |
| 1. 2. 3.                            |               |               |       |       |        |       |       |        |               |               |               |       |       |        |       |       |        |                 |

## Palmarés

### Campeonatos nacionales
| Título             | Equipo                | Año  |
| ------------------ | --------------------- | ---- |
| Copa de la Liga    | Manchester City F. C. | 2014 |
| Campeonato de Liga | Manchester City F. C. | 2016 |
| Copa de la Liga    | Manchester City F. C. | 2016 |
| Copa               | Manchester City F. C. | 2017 |
| Copa de la Liga    | Manchester City F. C. | 2019 |
| Copa               | Manchester City F. C. | 2019 |
| Copa               | Manchester City F. C. | 2020 |
| Copa de la Liga    | Manchester City F. C. | 2022 |
| Supercopa          | F. C. Barcelona       | 2023 |
| Campeonato de Liga | F. C. Barcelona       | 2023 |
| Supercopa          | F. C. Barcelona       | 2024 |
| Campeonato de Liga | F. C. Barcelona       | 2024 |
| Copa               | F. C. Barcelona       | 2024 |
| Supercopa          | F. C. Barcelona       | 2025 |
| Campeonato de Liga | F. C. Barcelona       | 2025 |
| Copa               | F. C. Barcelona       | 2025 |
| Campeonato de Liga | Chelsea F. C.         | 2025 |
| Copa               | Chelsea F. C.         | 2025 |
| Copa de la Liga    | Chelsea F. C.         | 2025 |

### Campeonatos internacionales
| Título            | Equipo          | Año  |
| ----------------- | --------------- | ---- |
| Eurocopa          | Inglaterra      | 2022 |
| Finalissima       | Inglaterra      | 2023 |
| Liga de Campeones | F. C. Barcelona | 2023 |
| Liga de Campeones | F. C. Barcelona | 2024 |
| Eurocopa          | Inglaterra      | 2025 |